# Pandarus carcharini
Pandarus carcharini är en kräftdjursart. Pandarus carcharini ingår i släktet Pandarus och familjen Pandaridae. Inga underarter finns listade i Catalogue of Life.